# Anita Stangl

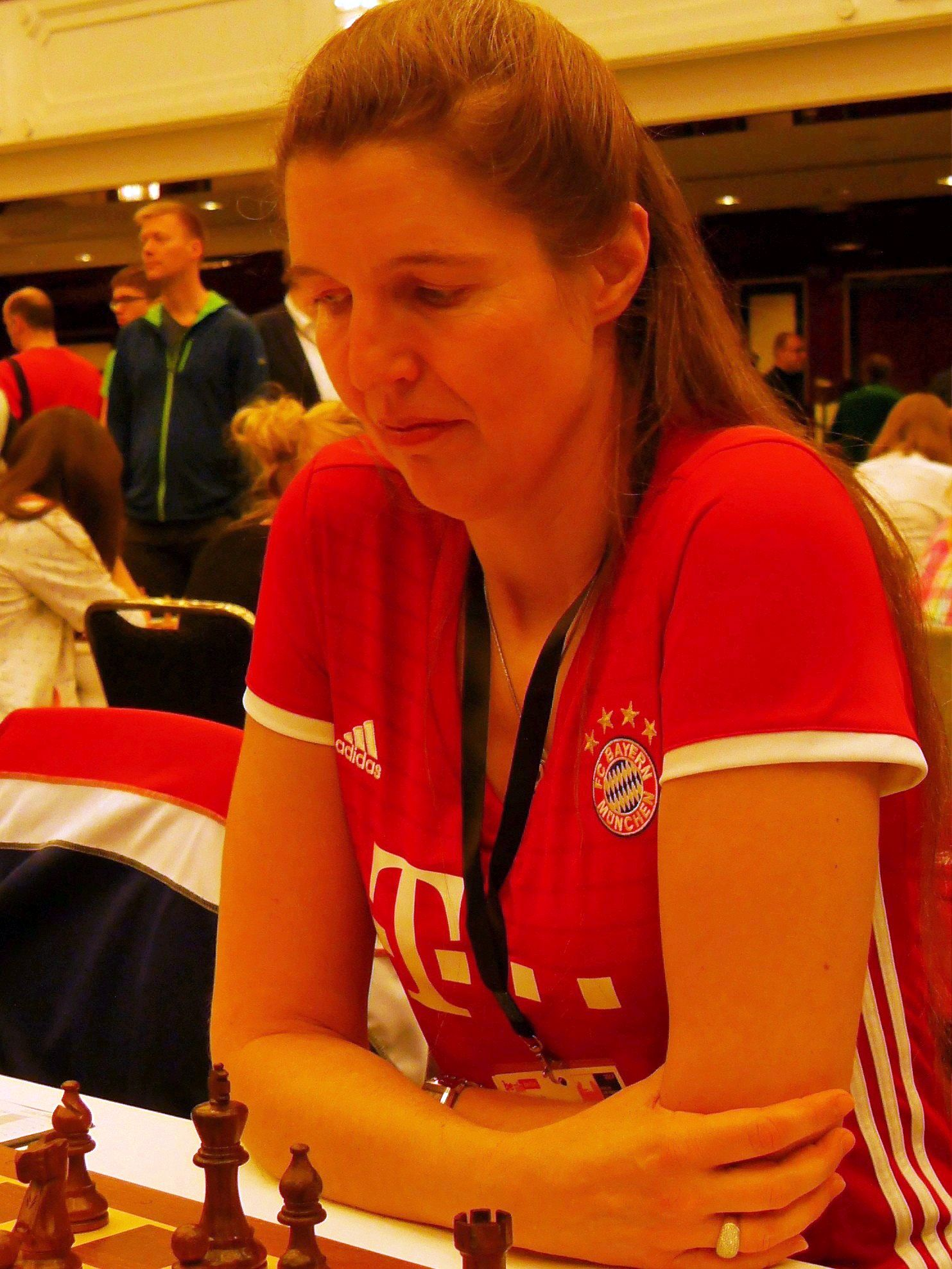
Anita Stangl, 2017 in Berlin

Anita Stangl (* 4. Juli 1966 als Anita Siepenkötter in München) ist eine deutsche Unternehmerin und Schachspielerin.

## Leben
Anita Stangl ist Schachspielerin, von Rechtsanwalt und Großmeister Markus Stangl geschieden und Mutter von zwei Söhnen. Sie trägt den Titel FIDE-Meister der Frauen (WFM). Bei der deutschen Blitzmeisterschaft der Frauen 1987 in Thallichtenberg wurde sie Vizemeisterin hinter Gisela Fischdick.

## Schach
Stangl spielte in der deutschen Schachbundesliga der Frauen von 1991 bis 1996 für den Krefelder Schachklub Turm 1851, in der Saison 1996/97 für den SK Holsterhausen und in der Saison 2016/17 für den FC Bayern München, bei dem sie schon jahrelang aktiv ist. In der österreichischen Frauenbundesliga spielt Stangl seit 2015 für Schach ohne Grenzen. Im Jahr 2015 wurde sie erstmals Deutsche Meisterin im Frauenschnellschach. Im Jahr 2021 erreichte sie Platz 5 bei der Deutschen Blitz-Einzelmeisterschaft der Frauen.

## Beruf
Anita Stangl ist ausgebildete Grundschullehrerin. Im Jahr 2006 gründete sie die MedienLB als Geschäftsführerin und Gesellschafterin.
Zuvor war sie Geschäftsführerin des FWU (Institut für Film und Bild in Wissenschaft und Unterricht).
Seit 1999 ist sie Member of the Executive Committee der ICEM. Dort war sie von 2012 bis 2015 Präsidentin. Im Jahr 2017 gründete sie die Lernakademie Starnberg.
Ihre Dissertation an der Ludwig-Maximilians-Universität München schrieb sie zum Thema: Entwicklung, Einsatz und Evaluation eines multimedialen, interaktiven Informationssystems am Beispiel einer Informationssäule über Elefanten im Tierpark Hellabrunn.

## Nachweise
1. ↑  10. Deutsche Meisterschaft der Damen im Blitzschach in Thallichtenberg auf TeleSchach
2. ↑  Anita Stangl auf FCBayern-Schach
3. ↑  Anita Stangl deutsche Frauenschnellschachmeisterin 2015 auf Deutscher Schachbund
4. ↑  Deutsche Blitz-Einzelmeisterschaft der Frauen 2021 auf Chess-Results.com
5. ↑  International Council for Educational Media auf CEM
6. ↑  Dr-Stangl-Lernakademie

| Personendaten    | Personendaten                              |
| ---------------- | ------------------------------------------ |
| NAME             | Stangl, Anita                              |
| ALTERNATIVNAMEN  | Siepenkötter, Anita (Geburtsname)          |
| KURZBESCHREIBUNG | deutsche Unternehmerin und Schachspielerin |
| GEBURTSDATUM     | 4. Juli 1966                               |
| GEBURTSORT       | München                                    |